# Chloridolum tenuipes
Chloridolum tenuipes là một loài bọ cánh cứng trong họ Cerambycidae.